# Liste des ordres, décorations et médailles de la France
Les ordres, décorations et médailles de la France constituent un système par lequel les citoyens, civils et militaires français sont récompensés pour leur courage, leur réussite ou pour services rendus. Il comprend les ordres honorifiques, les décorations, à titre civil ou militaire et les médailles.

## Ordres, décorations et médailles en vigueur

### Ordres nationaux
| Ordre national de la Légion d'honneur (1802) | Ordre de la Libération (1940) | Ordre national du Mérite (1963) |
| -------------------------------------------- | ----------------------------- | ------------------------------- |
|                                              |                               |                                 |
|                                              |                               |                                 |

### Ordres ministériels
| Ordre des Palmes académiques (1808) puis réinstitué (1955) | Ordre du Mérite agricole (1883) | Ordre du Mérite maritime (1930) | Ordre des Arts et des Lettres (1957) |
| ---------------------------------------------------------- | ------------------------------- | ------------------------------- | ------------------------------------ |
|                                                            |                                 |                                 |                                      |
|                                                            |                                 |                                 |                                      |

### Ordre territorial
| Ordre de Tahiti Nui (1996) |
| -------------------------- |
|                            |
|                            |

### Décorations militaires
| Médaille militaire (1852) | Croix de guerre des théâtres d'opérations extérieures (1921) | Croix de la Valeur militaire (1956) | Médaille de la Gendarmerie nationale (1949) | Médaille des blessés de guerre (1916) | Croix du combattant volontaire (1981) |
| ------------------------- | ------------------------------------------------------------ | ----------------------------------- | ------------------------------------------- | ------------------------------------- | ------------------------------------- |
|                           |                                                              |                                     |                                             |                                       |                                       |
|                           |                                                              |                                     |                                             |                                       |                                       |

| Croix du combattant (1930) | Médaille d'Outre-Mer (1962) | Médaille d'honneur du service de santé des armées (1962) | Médaille de la Défense nationale (1982) | Médaille des réservistes volontaires de défense et de sécurité intérieure (2019) | Médaille de reconnaissance de la Nation (2002) |
| -------------------------- | --------------------------- | -------------------------------------------------------- | --------------------------------------- | -------------------------------------------------------------------------------- | ---------------------------------------------- |
|                            |                             |                                                          |                                         |                                                                                  |                                                |
|                            |                             |                                                          |                                         |                                                                                  |                                                |

### Décorations à la fois militaires et civiles
| Médaille nationale de reconnaissance aux victimes du terrorisme (2016) | Médaille de l'Aéronautique (1945) | Médaille d'honneur pour acte de courage et de dévouement (1820) | Médaille de la sécurité intérieure (2012) | Médaille d'honneur de l'engagement ultramarin (2022) |
| ---------------------------------------------------------------------- | --------------------------------- | --------------------------------------------------------------- | ----------------------------------------- | ---------------------------------------------------- |
|                                                                        |                                   |                                                                 |                                           |                                                      |
|                                                                        |                                   |                                                                 |                                           |                                                      |

### Médailles ministérielles
| Médaille d'honneur des postes et des télécommunications (1882) | Médaille d'honneur des eaux et forêts (1883) | Médaille d'honneur de l'enseignement du premier degré (1886) | Médaille d'honneur des affaires étrangères (1887) | Médaille d'honneur des douanes (1894) | Médaille d'honneur des contributions indirectes (1897) |
| -------------------------------------------------------------- | -------------------------------------------- | ------------------------------------------------------------ | ------------------------------------------------- | ------------------------------------- | --- |
|                                                                |                                              |                                                              |                                                   |                                       | |
|                                                                |                                              |                                                              |                                                   |                                       | Ruban : Blanc avec six rayures vertes Médaille. Sur l’avers, il y a effigie de la République avec les mots "RÉPUBLIQUE FRANÇAISE". Sur le revers est inscrit "HONNEUR DÉVOUEMENT" entourée de "DIRECTION GÉNÉRALE DES CONTRIBUTIONS INDIRECTES" |

| Médaille d'honneur au personnel civil relevant du ministère de la Défense (1894) | Médaille d'honneur pénitentiaire (1896) | Médaille d'honneur des travaux publics (1897) | Médaille d'honneur des sapeurs-pompiers (1900) | Médaille d'honneur des marins du commerce et de la pêche (1901) | Médaille d'honneur des chemins de fer (1913) |
| -------------------------------------------------------------------------------- | --------------------------------------- | --------------------------------------------- | ---------------------------------------------- | --------------------------------------------------------------- | -------------------------------------------- |
|                                                                                  |                                         |                                               |                                                |                                                                 |                                              |
|                                                                                  |                                         |                                               |                                                |                                                                 |                                              |

| Insigne des blessés civils (1918) | Médaille de l'Enfance et des Familles (1920) | Médaille d'honneur de l'aéronautique (1921) | Médaille d'honneur des sapeurs-pompiers pour services exceptionnels (1922) | Meilleur ouvrier de France (1924) | Médaille d'honneur des sociétés musicales et chorales (1924) |
| --------------------------------- | -------------------------------------------- | ------------------------------------------- | -------------------------------------------------------------------------- | --------------------------------- | ------------------------------------------------------------ |
|                                   |                                              |                                             |                                                                            |                                   |                                                              |
|                                   |                                              |                                             |                                                                            |                                   |                                                              |

| Médaille d'honneur de la protection judiciaire de la jeunesse (1945) | Médaille d'honneur du travail (1948) | Médaille des mines (1953) | Médaille d'honneur des transports routiers (1957) | Médaille de la jeunesse, des sports et de l'engagement associatif (1969) | Médaille d'honneur agricole (1984) |
| -------------------------------------------------------------------- | ------------------------------------ | ------------------------- | ------------------------------------------------- | ------------------------------------------------------------------------ | ---------------------------------- |
|                                                                      |                                      |                           |                                                   |                                                                          |                                    |
|                                                                      |                                      |                           |                                                   |                                                                          |                                    |

| Médaille d'honneur régionale, départementale et communale (1987) | Médaille du tourisme (1989) | Médaille d'honneur de la Police nationale (1996) | Médaille d'honneur des services judiciaires (2011) | Médaille d'honneur de la santé et des affaires sociales (2012) | Médaille de l'administration territoriale (2022) |
| ---------------------------------------------------------------- | --------------------------- | ------------------------------------------------ | -------------------------------------------------- | -------------------------------------------------------------- | ------------------------------------------------ |
|                                                                  |                             |                                                  |                                                    |                                                                |                                                  |
|                                                                  |                             |                                                  |                                                    |                                                                |                                                  |

### Médailles commémoratives (postérieures à 1945)
| Médaille commémorative française des opérations de l'Organisation des Nations unies en Corée (1952) | Médaille commémorative de la campagne d'Indochine (1953) | Médaille commémorative des opérations du Moyen-Orient (1956) | Médaille commémorative des opérations de sécurité et de maintien de l'ordre (1958) | Médaille commémorative française (1995) | Médaille de la protection militaire du territoire (2015) |
| --------------------------------------------------------------------------------------------------- | -------------------------------------------------------- | ------------------------------------------------------------ | ---------------------------------------------------------------------------------- | --------------------------------------- | -------------------------------------------------------- |
| |                                                          |                                                              |                                                                                    |                                         |                                                          |
| |                                                          |                                                              |                                                                                    |                                         |                                                          |

## Ordre protocolaire actuel des décorations en France
Pour l'évolution de l'ordre protocolaire au fil du temps, voir l'article connexe Rubans des décorations militaires et civiles françaises.
La liste des décorations officielles françaises susceptibles d'être portées en date du 15 juillet 2010, signée par le général Jean-Louis Georgelin, grand chancelier de l'ordre national de la Légion d'honneur, donne l'ordre de préséance suivant :

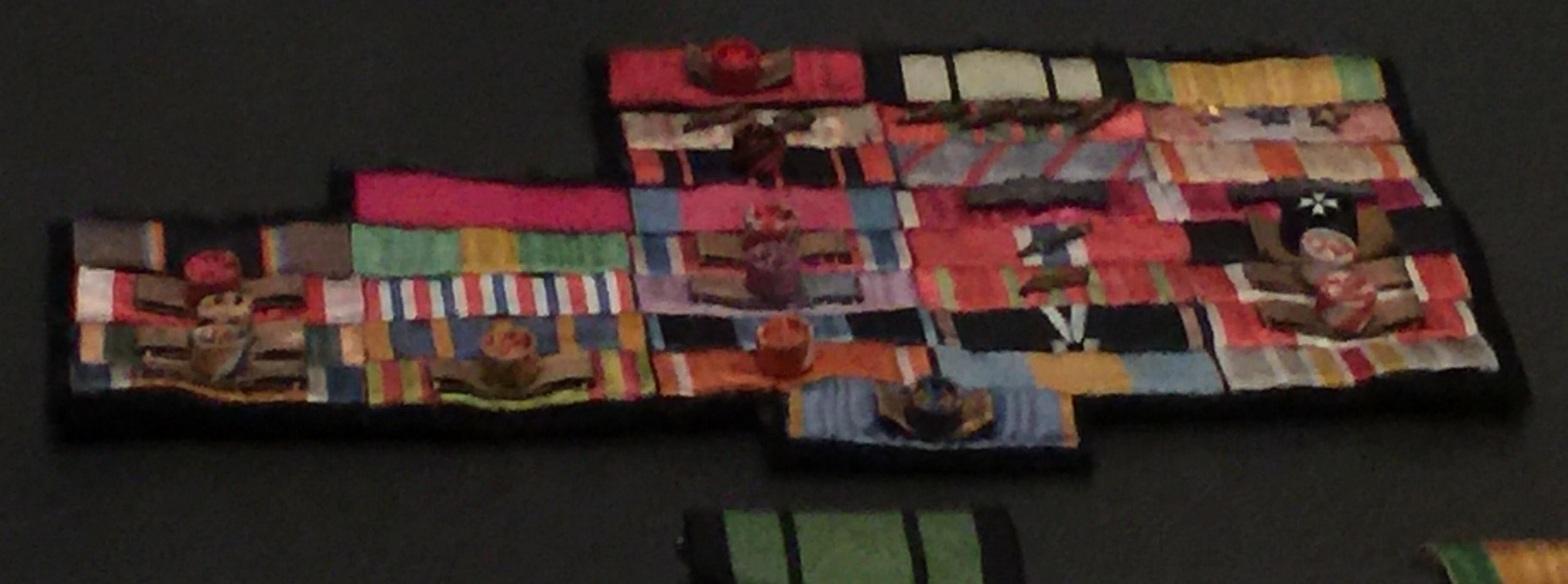
Les décorations du maréchal Kœnig, conservées au musée de l'armée.

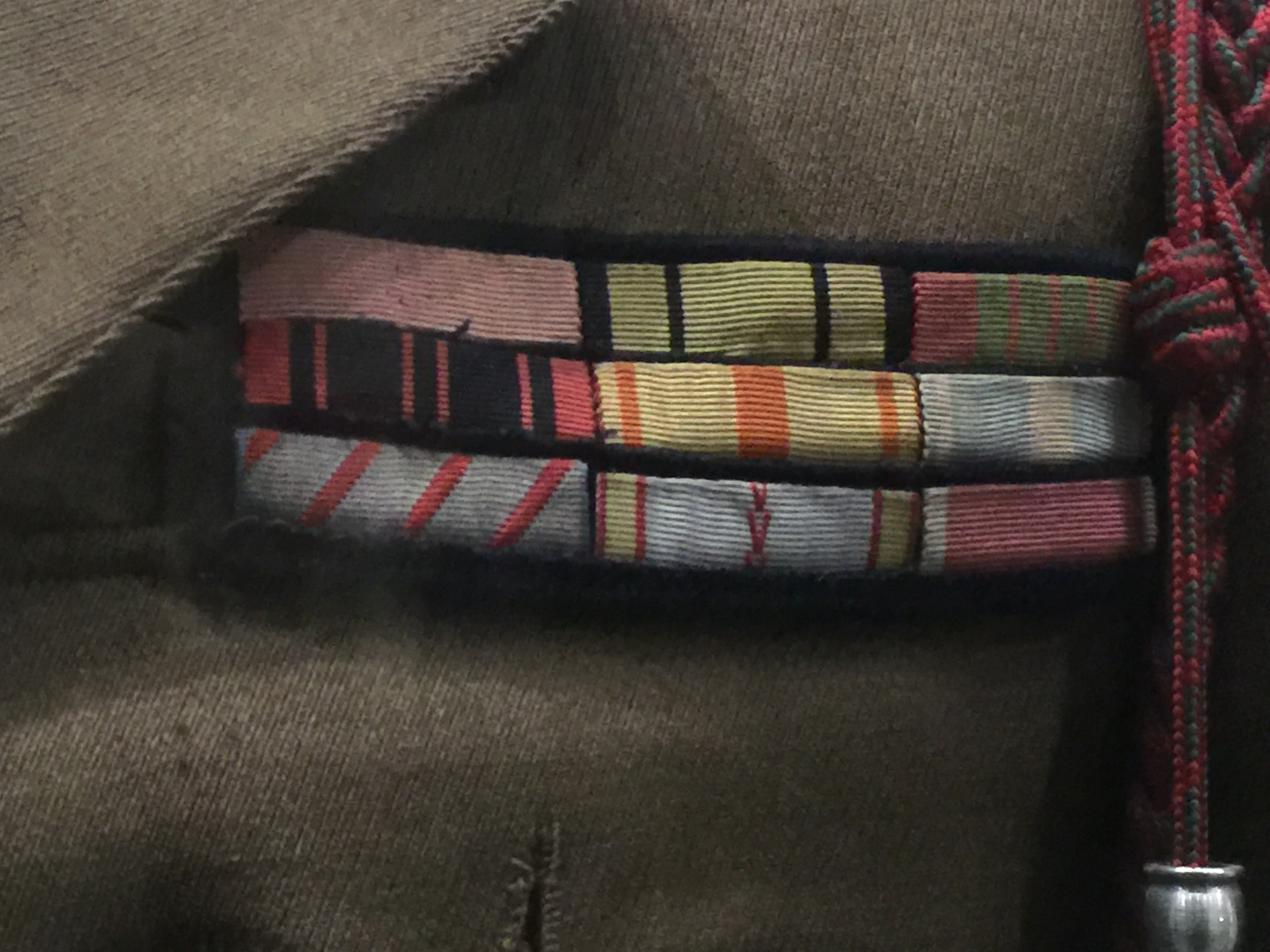
Plusieurs décorations portées sur une vareuse d'uniforme. De gauche a droite : Chevalier de la légion d'honneur, compagnon de la libération, croix de guerre 39-45, médaille de la résistance française, médaille des évadés, médaille d’Outre-Mer, Médaille commémorative des services volontaires dans la France libre, Médaille commémorative de la guerre 1939-1945, chevalier de l'ordre de l'empire britannique à titre civil (médaille britannique)

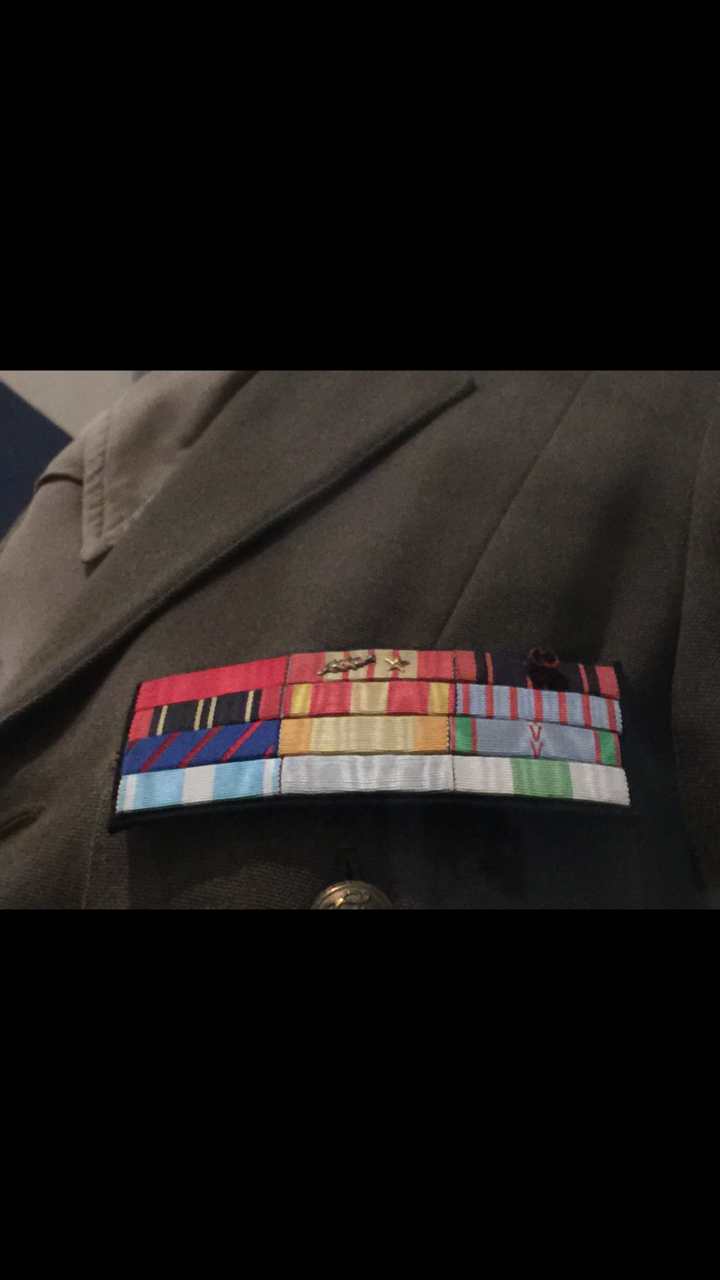
Un placard de décoration, de gauche a droite : Chevalier de la légion d'honneur ; croix de guerre 39-45 avec palme de bronze et étoile d'or ; médaille de la résistance française avec rosette ; Croix du combattant volontaire de la Résistance ; Croix du combattant volontaire 1939-1945 ; croix du combattant ; Médaille commémorative des services volontaires dans la France libre ; Ordre du Dragon d'Annam ; Médaille commémorative de la guerre 1939-1945médaille coloniale et deux autres décorations.

| Ruban | Décorations                                                                |
| ----- | -------------------------------------------------------------------------- |
|       | Ordre national de la Légion d'honneur                                      |
|       | Ordre de la Libération                                                     |
|       | Médaille militaire                                                         |
|       | Ordre national du Mérite                                                   |
|       | Médaille nationale de reconnaissance aux victimes du terrorisme            |
|       | Croix de guerre 1914-1918                                                  |
|       | Croix de guerre 1939-1945                                                  |
|       | Croix de guerre des Théâtres d'opérations extérieurs                       |
|       | Croix de la Valeur militaire                                               |
|       | Médaille de la Gendarmerie nationale                                       |
|       | Médaille des blessés de guerre                                             |
|       | Médaille de la Résistance                                                  |
|       | Ordre des Palmes académiques                                               |
|       | Ordre du Mérite agricole                                                   |
|       | Ordre du Mérite maritime                                                   |
|       | Ordre des Arts et des Lettres                                              |
|       | Médaille des évadés                                                        |
|       | Croix du combattant volontaire 1914-1918                                   |
|       | Croix du combattant volontaire 1939-1945 Croix du combattant volontaire    |
|       | Croix du combattant volontaire de la Résistance                            |
|       | Médaille de l'Aéronautique                                                 |
|       | Croix du combattant                                                        |
|       | Médaille de la Reconnaissance française                                    |
|       | Médaille d’Outre-Mer                                                       |
|       | Médaille de la Défense nationale échelon or pour citation sans croix       |
|       | Médaille de la Défense nationale                                           |
|       | Médaille des réservistes volontaires de défense et de sécurité intérieure  |
|       | Médaille d’honneur pour acte de courage et de dévouement                   |
|       | Médailles d'honneur ressortissant aux différents départements ministériels |
|       | Médaille de Reconnaissance de la Nation                                    |
|       | Médailles commémoratives diverses et assimilées                            |
|       | Médaille commémorative française                                           |
|       | Médaille de la protection militaire du territoire                          |

## Anciens ordres, décorations et médailles

### Anciens ordres des anciennes provinces françaises

#### Anjou
- Ordre du Croissant, fondé en 1268 à Messine par Charles d'Anjou, frère du roi Louis IX
- Ordre du Croissant, fondé en 1448 à Angers par René d'Anjou dit le Bon, roi de Sicile et de Jérusalem

#### Barrois
- Ordre du Lévrier, fondé en 1416 par le cardinal-duc Louis Ier, duc de Bar
- Ordre de Saint-Hubert, fondé en 1422 par le cardinal-duc Louis Ier, duc de Bar

#### Bourbonnais
- Ordre de l'Écu d'or, fondé en 1369 par Louis II le Bon, duc de Bourbon
- Ordre de Notre-Dame du Chardon ou Ordre de l'Espérance, fondé en 1370 par Louis II, duc de Bourbon
- Ordre du Fer d'or et du Fer d'argent, fondé en 1415 par Jean Ier, duc de Bourbon

#### Bourgogne
- Ordre de la Toison d'or, fondé en 1430 par Philippe le Bon, duc de Bourgogne

#### Bretagne
- Ordre de l'Hermine (1381) puis Ordre de l'Hermine et de l'Épi (1448)
- Ordre de la Cordelière, fondé en 1498 par Anne de Bretagne

#### Provence
- Ordre du Nœud ou Ordre du Saint-Esprit au Droit Désir, fondé en 1352 par Louis de Tarente, roi de Jérusalem et de Sicile, comte de Provence
- Ordre de la Croix de Bourgogne ou Ordre de Tunis, fondé en 1535 par Charles Quint
- Ordre du Genêt

### Anciens ordres de l'Ancien Régime
| Ordre du Saint-Esprit (1578-1830) | Ordre de Saint-Michel (1469-1830) | Ordre royal et militaire de Saint-Louis (1693-1830) | Institution du Mérite militaire (1759-1830) |
| --------------------------------- | --------------------------------- | --------------------------------------------------- | ------------------------------------------- |
|                                   |                                   |                                                     |                                             |
|                                   |                                   |                                                     |                                             |

| Ordre de Saint-Lazare de Jérusalem (XIIe -1830) | Ordre de Notre-Dame du Mont-Carmel (1608-1830) | Ordre de l'Étoile (XIVe - XVIe) |
| ----------------------------------------------- | ---------------------------------------------- | ------------------------------- |
|                                                 |                                                |                                 |
|                                                 |                                                |                                 |

### Ordres napoléoniensabolis par la Restauration
| Ordre de la Couronne de fer (1805) | Ordre des Trois-Toisons d'Or (1809) | Ordre de la Réunion (1811) |
| ---------------------------------- | ----------------------------------- | -------------------------- |
|                                    |                                     |                            |
|                                    |                                     |                            |

### Anciens ordres abolis lors de la création de l'ordre national du Mérite
À la suite du décret no  63-1196 du 3 décembre 1963 portant sur la création de l'ordre national du Mérite, 16 ordres ministériels et coloniaux sont dissous. Ces ordres ministériels et coloniaux font l'objet d'un arrêt d'attribution ou de promotion et sont considérés désormais « éteints », mais les titulaires actuels survivants des grades et dignités continuent à jouir des prérogatives y étant attachées.

#### Ordres ministériels
| Ordre du Mérite social (1936) | Ordre de la Santé publique (1938) | Ordre du Mérite commercial et industriel (1939) | Ordre du Mérite artisanal (1948) | Ordre du Mérite touristique (1949) | Ordre du Mérite combattant (1953) |
| ----------------------------- | --------------------------------- | ----------------------------------------------- | -------------------------------- | ---------------------------------- | --------------------------------- |
|                               |                                   |                                                 |                                  |                                    |                                   |
|                               |                                   |                                                 |                                  |                                    |                                   |

| Ordre du Mérite postal (1953) | Ordre de l'Économie nationale (1954) | Ordre du Mérite sportif (1956) | Ordre du Mérite militaire (1957) | Ordre du Mérite civil (1957) | Ordre du Mérite du travail (1957) |
| ----------------------------- | ------------------------------------ | ------------------------------ | -------------------------------- | ---------------------------- | --------------------------------- |
|                               |                                      |                                |                                  |                              |                                   |
|                               |                                      |                                |                                  |                              |                                   |

#### Ordres coloniaux
| Ordre de l'Étoile d'Anjouan 1874-1963 | Ordre du Nichan el Anouar 1887-1963 | Ordre de l'Étoile noire 1889-1963 | Ordre du Mérite saharien 1958-1962 |
| ------------------------------------- | ----------------------------------- | --------------------------------- | ---------------------------------- |
|                                       |                                     |                                   |                                    |
|                                       |                                     |                                   |                                    |

### Anciens ordres et décorations coloniales
| Ordre du Nichan Iftikhar (1881-1957) | Médaille coloniale (1893-1962) | Ordre royal du Cambodge 1896-1948 | Ordre du Dragon d'Annam 1896-1950 | Ordre du Mérite indochinois 1900-1950 |
| ------------------------------------ | ------------------------------ | --------------------------------- | --------------------------------- | ------------------------------------- |
|                                      |                                |                                   |                                   |                                       |
|                                      |                                |                                   |                                   |                                       |

### Anciennes récompenses militaires
| Médaillon des deux épées (1771) | Régiment des Gardes françaises (1789) | Décoration du brassard de Bordeaux (1814) | Décoration du Lys (1814) | Décoration de la Fidélité (1816) | Croix des Volontaires Royaux (1815) |
| ------------------------------- | ------------------------------------- | ----------------------------------------- | ------------------------ | -------------------------------- | ----------------------------------- |
|                                 |                                       |                                           |                          |                                  |                                     |
|                                 |                                       |                                           |                          |                                  |                                     |

| Croix du Siège de Lyon (1815) | Médaille de Gand (1815) | Médaille de Juillet (1831) | Médaille commémorative de la guerre 1870-1871 (1911) | Croix de guerre 1914-1918 (1915) | Médaille des évadés (1926) |
| ----------------------------- | ----------------------- | -------------------------- | ---------------------------------------------------- | -------------------------------- | -------------------------- |
|                               |                         |                            |                                                      |                                  |                            |
|                               |                         |                            |                                                      |                                  |                            |

| Croix des services militaires volontaires (1934) | Croix du combattant volontaire 1914-1918 (1935) | Croix de guerre 1939-1945 (1939) | Croix de guerre "Giraud" ou "d'Alger" 1943 | Croix de guerre de Vichy, modèle État Français | Médaille de la Résistance française (1943) |
| ------------------------------------------------ | ----------------------------------------------- | -------------------------------- | ------------------------------------------ | ---------------------------------------------- | ------------------------------------------ |
|                                                  |                                                 |                                  |                                            |                                                |                                            |
|                                                  |                                                 |                                  |                                            |                                                |                                            |

| Médaille de la France libérée (1947) | Médaille de la déportation et de l'internement pour faits de Résistance (1948) | Médaille de la déportation et de l'internement politique (1948) | Croix du combattant volontaire 1939-1945 (1953) | Croix du combattant volontaire de la Résistance (1954) | Médaille des services militaires volontaires 1975-2019 | Médaille d'Afrique du nord 1997-2002 |
| ------------------------------------ | ------------------------------------------------------------------------------ | --------------------------------------------------------------- | ----------------------------------------------- | ------------------------------------------------------ | ------------------------------------------------------ | ------------------------------------ |
|                                      |                                                                                |                                                                 |                                                 |                                                        |                                                        |                                      |
|                                      |                                                                                |                                                                 |                                                 |                                                        |                                                        |                                      |

### Anciennes médailles commémoratives (antérieures à 1945)
| Médaille du siège d'Anvers (1832) | Médaille de Mazagran (1840) | Médaille des blessés de 1848 (1848) | Médaille de Sainte-Hélène (1857) | Médaille commémorative de la campagne d'Italie (1859) | Médaille commémorative de l'expédition de Chine (1861) |
| --------------------------------- | --------------------------- | ----------------------------------- | -------------------------------- | ----------------------------------------------------- | ------------------------------------------------------ |
|                                   |                             |                                     |                                  |                                                       |                                                        |
|                                   |                             |                                     |                                  |                                                       |                                                        |

| Médaille commémorative de l'expédition du Mexique (1863) | Médaille commémorative de l'expédition du Tonkin (1885) | Médaille des victimes de 1851 (1885) | Médaille commémorative de Madagascar (1886) | Médaille commémorative de l'expédition du Dahomey (1892) | Médaille commémorative de Madagascar (1896) |
| -------------------------------------------------------- | ------------------------------------------------------- | ------------------------------------ | ------------------------------------------- | -------------------------------------------------------- | ------------------------------------------- |
|                                                          |                                                         |                                      |                                             |                                                          |                                             |
|                                                          |                                                         |                                      |                                             |                                                          |                                             |

| Médaille commémorative de l'expédition de Chine (1901) | Médaille commémorative du Maroc (1909) | Médaille commémorative de la guerre 1870-1871 (1911) | Médaille commémorative de la guerre 1914-1918 (1920) | Médaille des victimes de l'invasion (1921) | Médaille de la Fidélité Française (1922) |
| ------------------------------------------------------ | -------------------------------------- | ---------------------------------------------------- | ---------------------------------------------------- | ------------------------------------------ | ---------------------------------------- |
|                                                        |                                        |                                                      |                                                      |                                            |                                          |
|                                                        |                                        |                                                      |                                                      |                                            |                                          |

| Médaille commémorative de Syrie-Cilicie (1922) | Médaille interalliée 1914-1918 (1922) | Médaille commémorative d'Orient (1926) | Médaille commémorative des Dardanelles (1926) | Médaille des prisonniers civils, déportés et otages de la Grande Guerre 1914-1918 (1936) | Médaille commémorative de la guerre 1939-1945 (1946) |
| ---------------------------------------------- | ------------------------------------- | -------------------------------------- | --------------------------------------------- | ---------------------------------------------------------------------------------------- | ---------------------------------------------------- |
|                                                |                                       |                                        |                                               |                                                                                          |                                                      |
|                                                |                                       |                                        |                                               |                                                                                          |                                                      |

| Médaille commémorative des services volontaires dans la France libre (1946) | Médaille de la Marne (1937) | Médaille commémorative de la bataille de Verdun (1916) | Médaille de la Reconnaissance française (1917) | Médaille commémorative de la bataille de la Somme (1956) Médaille non-officielle | Médaille commémorative de la campagne d'Italie 1943-1944 (1953) | Insigne du réfractaire au STO (1963) |
| --------------------------------------------------------------------------- | --------------------------- | ------------------------------------------------------ | ---------------------------------------------- | -------------------------------------------------------------------------------- | --------------------------------------------------------------- | ------------------------------------ |
|                                                                             |                             |                                                        |                                                |                                                                                  |                                                                 |                                      |
|                                                                             |                             |                                                        |                                                |                                                                                  |                                                                 |                                      |

### Anciennes décorations civiles
| Médaille des pilotes et des navigateurs (1692)                        | Couronne murale (1790)                                                            | Décoration de la Fidélité (1816)                                | Médaille d'honneur de la mutualité (1852)                            | Médaille des secours mutuels                                                | Médaille d'honneur des postes et télégraphes (1882)                |
| --------------------------------------------------------------------- | --------------------------------------------------------------------------------- | --------------------------------------------------------------- | -------------------------------------------------------------------- | --------------------------------------------------------------------------- | ------------------------------------------------------------------ |
|                                                                       |                                                                                   |                                                                 |                                                                      |                                                                             |                                                                    |
|                                                                       |                                                                                   |                                                                 |                                                                      |                                                                             |                                                                    |
| Médaille d'honneur des épidémies (1885)                               | Médaille des établissements généraux de bienfaisance (1886)                       | Médaille d'honneur de l'enseignement du premier degré (1886)    | Médaille d'honneur du ministère du Commerce et de l'Industrie (1886) | Médaille d'honneur du travail du ministère de la Guerre (1888)              | Médaille d'honneur de l'assistance publique (1891)                 |
|                                                                       |                                                                                   |                                                                 |                                                                      |                                                                             |                                                                    |
|                                                                       |                                                                                   |                                                                 |                                                                      |                                                                             |                                                                    |
| Médaille d'honneur des épidémies du ministère de la Guerre (1892)     | Médaille d'honneur du travail pour le personnel non militaire de la Marine (1894) | Médaille d'honneur des cantonniers et agents subalternes (1897) | Médaille d'honneur des travaux publics (1897)                        | Médaille d'honneur des contributions indirectes (1897)                      | Médaille d'honneur de la voirie départementale et communale (1898) |
|                                                                       |                                                                                   |                                                                 |                                                                      |                                                                             |                                                                    |
|                                                                       |                                                                                   |                                                                 |                                                                      |                                                                             |                                                                    |
| Médaille d'honneur des cantonniers départementaux et communaux (1898) | Médaille de l'exposition universelle (1899)                                       | Médaille d'honneur des halles et marchés de Paris (1900)        | Médaille d'honneur de la police municipale et rurale (1903)          | Médaille d'honneur des octrois (1903)                                       | Médaille d'honneur des épidémies du ministère de la Marine (1909)  |
|                                                                       |                                                                                   |                                                                 |                                                                      |                                                                             |                                                                    |
|                                                                       |                                                                                   |                                                                 |                                                                      |                                                                             |                                                                    |
| Médaille d'honneur de l'hygiène publique (1912)                       | Médaille d'honneur du ministère du travail et de la prévoyance sociale (1913)     | Médaille d'honneur des chemins de fer (1913)                    | Médaille d'honneur communale (1921)                                  | Médaille de l'enseignement technique (1921)                                 | Médaille des mines de la Sarre (1921)                              |
|                                                                       |                                                                                   |                                                                 |                                                                      |                                                                             |                                                                    |
|                                                                       |                                                                                   |                                                                 |                                                                      |                                                                             |                                                                    |
| Médaille de la prévoyance sociale (1922)                              | Médaille d'honneur des assurances sociales (1923)                                 | Médaille de l'hygiène (1924)                                    | Médaille d'honneur communale (1921)                                  | Médaille d'honneur du service de santé militaire de l'Armée de terre (1931) | Médaille d'honneur des syndicats professionnels (1933)             |
|                                                                       |                                                                                   |                                                                 |                                                                      |                                                                             |                                                                    |
|                                                                       |                                                                                   |                                                                 |                                                                      |                                                                             |                                                                    |
| Médaille d'honneur de la police française (1936)                      | Médaille de la recherche scientifique (1937)                                      | Ordre national du Travail (1941, sous le régime de Vichy)       | Ordre de la Francisque (1941, sous le régime de Vichy)               | Médaille de l'éducation surveillée (1945)                                   | Médaille d'honneur départementale et communale (1945)              |
|                                                                       |                                                                                   |                                                                 |                                                                      |                                                                             |                                                                    |
|                                                                       |                                                                                   |                                                                 |                                                                      |                                                                             |                                                                    |
| Médaille d'honneur de l'éducation physique et des sports (1946)       | Médaille d'honneur du service de santé de la Marine (1947)                        | Médaille d'honneur du service de santé de l'Air (1948)          | Médaille d'honneur de la jeunesse et des sports (1956)               |                                                                             |                                                                    |
|                                                                       |                                                                                   |                                                                 |                                                                      |                                                                             |                                                                    |
|                                                                       |                                                                                   |                                                                 |                                                                      |                                                                             |                                                                    |